# Libanon op de Olympische Zomerspelen 1952
Libanon nam deel aan de Olympische Zomerspelen 1952 in Helsinki, Finland. Bij de tweede deelname werden de eerste medailles gewonnen; zilver en brons. Het totale aantal Libanese medailles staat tot op heden op vier stuks. Het wist nog nooit goud te winnen.

## Medailleoverzicht
| Sport     | Olympiër(s)    | Onderdeel                | Medaille |
| --------- | -------------- | ------------------------ | -------- |
| Worstelen | Zakaria Chihab | -57kg Grieks-Romeins (m) | Zilver   |
| Worstelen | Khalil Taha    | -73kg Grieks-Romeins (m) | Brons    |

## Deelnemers en resultaten

### Boksen
| Olympiër      | Discipline  | Resultaat | Prestatie                              |
| ------------- | ----------- | --------- | -------------------------------------- |
| Sarkis Moussa | -63,5kg (m) | 17e       | 1ste ronde: V van PUR Curet: knock-out |

### Gewichtheffen
| Olympiër       | Discipline | Resultaat | Prestatie                                                                             |
| -------------- | ---------- | --------- | ------------------------------------------------------------------------------------- |
| Moustafa Laham | -75kg (m)  | 5e        | drukken: 3de met 115kg trekken: 4de met 112,5kg stoten: 6de met 142,5kg totaal: 370kg |

### Schietsport
| Olympiër               | Discipline             | Resultaat | Prestatie  |
| ---------------------- | ---------------------- | --------- | ---------- |
| Abdullah Jaroudi Sr.   | 50m geweer liggend (m) | 50e       | 384 punten |
| Khalil Hilmi           | 50m pistool (m)        | 46e       | 489 punten |
| Abdel Sattar Tarabulsi | 50m pistool (m)        | 29e       | 517 punten |

### Worstelen
| Olympiër       | Discipline     | Resultaat      | Prestatie |
| Grieks-Romeins | Grieks-Romeins | Grieks-Romeins | Grieks-Romeins |
| -------------- | -------------- | -------------- | --- |
| Zakaria Chihab | -57kg (m)      | Zilver         | 1ste ronde: W van ROU Popescu: 3-0 2de ronde: W van FRA Faure: 2-1 3de ronde: W van FIN Kyllönen: 3-0 4de ronde: vrij 5de ronde: V van HUN Hódos: 1-2 6de ronde: W van URS Teryan: 2-1 |
| Zakaria Chihab | -62kg (m)      | 7e             | 1ste ronde: vrij 2de ronde: W van GUA Girón 3de ronde: V van URS Punkin: 0-3 |
| Khalil Taha    | -73kg (m)      | Brons          | 1ste ronde: W van LUX Freylinger: 3-0 2de ronde: W van FRA Chesneau 3de ronde: W van AUT Anglberger: 3-0 4de ronde: V van HUN Szilvásy 5de ronde: V van SWE Andersson: 0-3             |
| Michel Skaff   | -87kg (m)      | 6e             | 1ste ronde: W van ROU Forai: 2-1 2de ronde: V van HUN Kovács 3de ronde: V van SWE Nilsson                                                                                              |

Argentinië · Australië · Bahama's · België · Bermuda · Birma · Brazilië · Brits-Guiana · Bulgarije · Canada · Ceylon · Chili · China · Cuba · Denemarken · Duitsland · Egypte · Filipijnen · Finland · Frankrijk · Goudkust · Griekenland · Groot-Brittannië · Guatemala · Hongarije · Hongkong · Ierland · IJsland · India · Indonesië · Iran · Israël · Italië · Jamaica · Japan · Joegoslavië · Libanon · Liechtenstein · Luxemburg · Mexico · Monaco · Nederland · Nederlandse Antillen · Nieuw-Zeeland · Nigeria · Noorwegen · Oostenrijk · Pakistan · Panama · Polen · Portugal · Puerto Rico · Roemenië · Saarland · Singapore ·  Sovjet-Unie · Spanje · Thailand · Trinidad en Tobago · Tsjecho-Slowakije · Turkije · Uruguay · Venezuela · Verenigde Staten · Vietnam · Zuid-Afrika · Zuid-Korea · Zweden · Zwitserland